# The Gift (Bizzy Bone)
The Gift è il secondo album in studio da solista del rapper statunitense Bizzy Bone, pubblicato nel 2001.

## Tracce
1. Schizophrenic
2. Don't Be Dumb
3. Whole Wide World
4. Never Grow
5. Murderah
6. Before I Go
7. Be Careful
8. Fried Day
9. Voices in the Head
10. Still Thuggish Ruggish
11. Don't Doubt Me
12. Time Passing Us By
13. Father
14. Jesus